# 阿爾泰辦事大臣
阿爾泰辦事大臣是中國清代末年於阿爾泰地方設置的駐劄大臣。光緒三十二年十二月（1907年初））由科布多參贊大臣之副職科布多辦事大臣改置，駐承化寺。首任大臣為錫恆。以科布多參贊大臣所轄之阿爾泰烏梁海七旗、新土爾扈特二旗、新和碩特旗為阿爾泰辦事大臣轄地。其地北至奎屯山、科布多河，東至阿爾泰山東麓、布爾根河，接科布多地界；西南至額爾齊斯河、布倫托海與新疆塔爾巴哈臺為界。大致相當於今新疆阿勒泰地區大部、蒙古國科布多省南部和巴彥烏列蓋省。
1912年中華民國成立後，改阿爾泰辦事大臣為阿爾泰辦事長官。

## 歷任阿爾泰辦事大臣
1. 錫恆，字遠齋，漢軍鑲黃旗人。光緒三十二年（1906年）為阿爾泰辦事大臣，宣統二年（1910年）七月卒於任上。
2. 忠瑞，宣統二年繼錫恆為辦事大臣。宣統三年（1911年）七月免職。
3. 畢桂芳，北京大興人。宣統三年七月代忠瑞為辦事大臣。次年遷塔爾巴哈臺參贊。
4. 延年，宣統三年七月後護理阿爾泰辦事大臣。[1]

### 引用
1. ↑  历任阿尔泰办事大臣據《清史稿》疆臣年表